# ボビー・アンサー
ロバート・ウィリアム・”ボビー“・アンサー（Robert William“Bobby”Unser、1934年2月20日 -  2021年5月2日）は、アメリカの元レーシングドライバー。 1968年、1975年、1981年のインディ500で3度優勝した事で知られる。

## 生い立ち

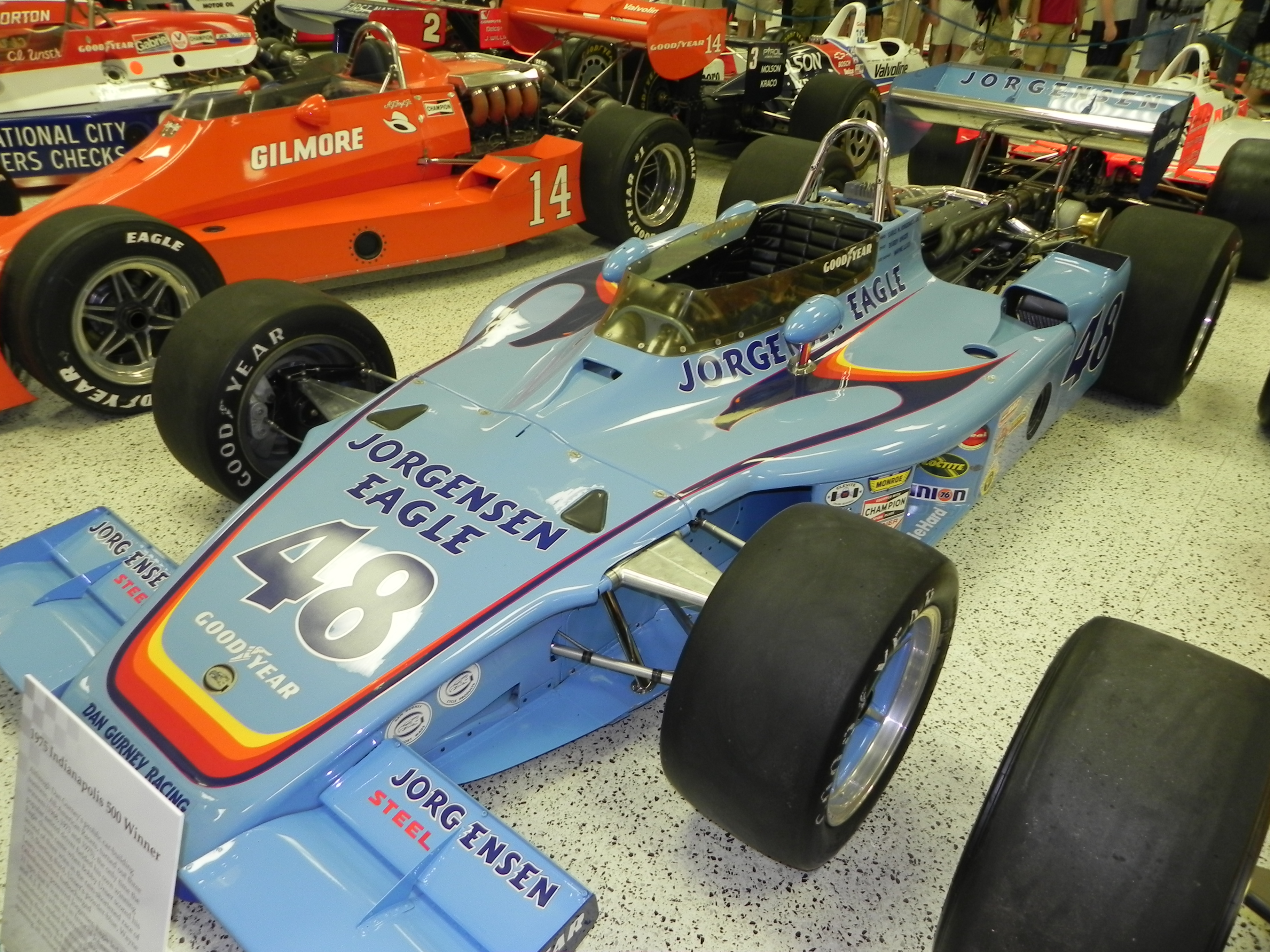
1975年のインディ500で優勝したイーグル・7400。

アンサーはコロラド州コロラドスプリングスで生まれる。 生まれて間もない頃に、家族はニューメキシコ州アルバカーキに移り、そこで父親が国道66号線沿いにガレージを建てた。 1953年から1955年までアメリカ空軍に勤務し、空軍内でトップクラスの狙撃手となった。

### レース経歴とインディ500
ボビーは1949年に15歳でレースキャリアを始めた。
1950年のサウスウェスト・モディファイド・ストックカーで初のチャンピオンシップを獲得した。1955 年、ボビーとジェリー・アンサー・ジュニア(英語版)とアル・アンサーはUSACでレースのキャリアを追求することを決意するが。1959年に兄のジェリーがインディアナポリス500の練習中の事故で亡くなった。

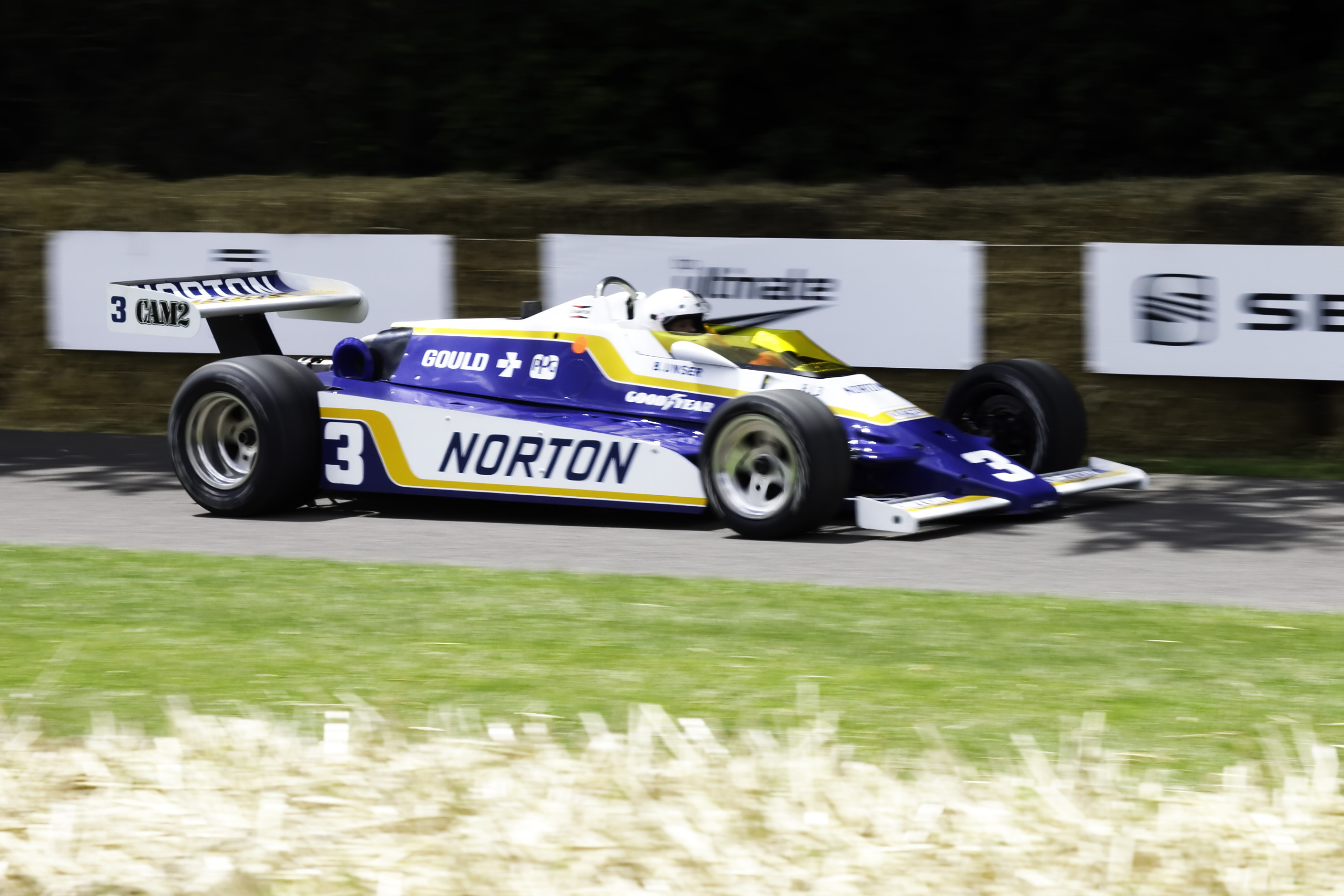
1981年のインディ500で優勝したノートン・ペンスキー・PC-9B。

インディ500では1968年と1975年、1981年にそれぞれ優勝している。

### 1981年インディ500
1981年のインディ500でボビーは前年の改良型であるウイングカーのペンスキー・PC-9Bに搭乗していた。
序盤からレースを先行して逃げ切り、1位でチェッカーを受けたが、149周目にピットストップからレースに復帰する際に、イエローフラッグが振られている時に8台を追い抜いた事が後に問題になった。
レース後に2位で完走したマリオ・アンドレッティが所属するパトリック・レーシングから抗議を受け、ボビーとペンスキーは訴訟を起こし、勝訴するが代わりに4万ドルの罰金を払う事になった。
この結果に失望したボビーはインディ500の世界から引退した。

### 晩年
その後はパイクスピークに活動を限り、1986年にアウディ・スポーツ・クワトロS1で優勝した。
インディ500のTV中継で解説者として呼ばれた時があった。
2021年5月に老衰で亡くなる。

## 人物
高度なテクニック、攻めの姿勢を保ったドライビングで高く評価されている。
上記の事件が原因からマリオ・アンドレッティとは犬猿の仲だった。
1985年のパイクスピークで、フランスのラリードライバー、ミシェル・ムートンが当時のコースレコードを更新して総合優勝した際は「私の国で生意気なことを」と激怒した。